# Pirocroíta
La pirocroíta es la forma mineral del hidróxido de manganeso (II), Mn2+(OH)2.
El nombre de este mineral, asignado por el mineralogista sueco Lars Johan Igelström en 1864, proviene del griego πύρ, «fuego», y χρώσις, «colorante», en alusión a su cambio de color al arder.

## Propiedades
La pirocroíta es un mineral translúcido u opaco que puede ser incoloro, de color verde pálido, azul pálido o rosa; cuando se expone al aire se vuelve de color bronce y luego negro. Muestra un brillo nacarado o adamantino.
Tiene una dureza entre 2,5 y 3 en la escala de Mohs y su densidad es de 3,25 g/cm³.
Cristaliza en el sistema trigonal, clase hexagonal escalenoédrica.
Presenta pleocroísmo con coloración parda y parda clara.
Su contenido aproximado de manganeso es del 62%, pudiendo contener como impurezas magnesio y hierro.
Es miembro del grupo mineralógico de la brucita (Mg2+(OH)2), del que también forman parte la amakinita y la portlandita.

## Morfología y formación

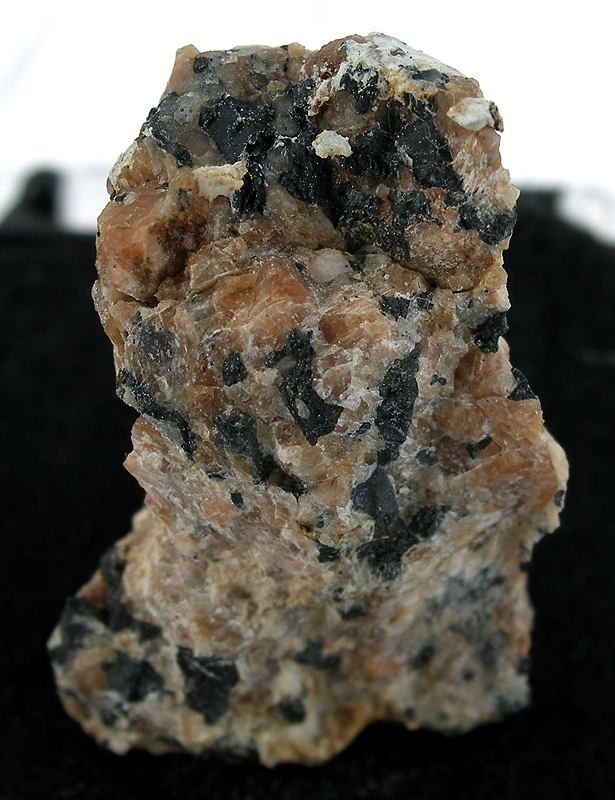
Hauckita con pirocroíta procedente de Ogdensburg (Nueva Jersey, Estados Unidos)

Los cristales de pirocroíta habitualmente son tabulares en {0001}, romboédricos con {1011}, {1012}; menos frecuentemente son prismáticos a lo largo de [0001]. Presenta hábito foliado en forma de láminas bidimensionales.
Es un mineral primario en algunos depósitos masivos de sulfuros formados por vulcanismo. También puede ser un producto de hidratación de la manganosita. Aparece asociada a minerales como hausmannita, rodocrosita, manganosita, galaxita, tefroíta y alabandita, entre otros.

## Yacimientos
La localidad tipo está en la mina Pajsberg (Värmland, Suecia), una antigua mina de manganeso cerrada en 1887.
En este país hay también depósitos en Långban —donde se han encontrado trescientos minerales diferentes— y en Nordmark (ambos enclaves en Värmland), así como en Garpenberg (Dalarna).
Otros yacimientos en Europa se localizan en Suiza (Sargans), en Inglaterra (Doddiscombsleigh) y en Gales (Y Rhiw).
En Estados Unidos se ha encontrado pirocroíta en Ogdensburg y Franklin (Nueva Jersey), en las montañas Diablo y Loope (California), y en Nevada.
Por su parte, son numerosos los depósitos en Japón: mina Noda-Tamagawa (prefectura de Iwate), mina Kaso (prefectura de Tochigi), mina Hamayokogawa (prefectura de Nagano) y mina Fukumaki (prefectura de Yamaguchi).